# 大韓流天真柔術
大韓流天真柔術（てはんりゅうてんしんじゅうじゅつ）は真之神道流を元に創始されたと推測される、絶対門外不出の柔術の流派である。(諸説あり)
技のほとんどが天神真楊流と類義しているとされている為、そう推測されるている。
現在ではこの名称を使った武道はない可能性が高い。

## 歴史
当時鎖国をしていた朝鮮より李鄭勇が武術の研究の為、日本に渡り真之神道流の道場に行きつき学んだことを朝鮮に持ち帰り、それに独自の技をプラスして完成させたとされている。
だが、あまりにも危険な為ごく僅かな選ばれし者にのみ伝承され、絶対門外不出とされた。
その為明確に記載された書物等は残っていない。
元は名称はなく、そのまま倭国柔術と呼んでいたらしいが朝鮮が大韓帝国になった後に名称をつけ大韓流となった。
九州のとある地方在住(明記なしの為詳細不明)の國野英雄(くにのひでお)氏という日本人が継承したらしいが、違う流派(水流柔術)を立ち上げて独立した。

## 技術体系
真之神道流の技と基本的に相違はないが、門外不出の為詳細は不明。
武器を使用する際は中国武術も少し取り入れられている模様。